# Монти-делла-Мета
Монти-делла-Мета (итал. Monti della Meta) — горный массив в Италии на границе регионов Абруццо, Лацио и Молизе. Главный из трех массивов национального парка Абруццо, Лацио и Молизе.
Геологически массив является частью Апеннинских гор. Высшая точка — гора Монте-Петрозо (2247 м). Другие вершины — Монте-Мета (2242 м), Монте-Кавалло (2039 м), Монте-Маре (2020 м). В массиве находятся истоки реки Сангро, множество горных озёр. Площадь массива — 93,3 км².
На высотах 900—1800 м преобладает бук. Также распространены сосна горная, сосна чёрная и берёза повислая.
Монти-делла-Мета — часть национального парка Абруццо, Лацио и Молизе с разнообразными флорой и фауной.